# میکی مایا
میکی مایا (انگلیسی: Miki Maya؛ زادهٔ ۳۱ ژانویه ۱۹۶۴) بازیگر، و بازیگر سینما اهل ژاپن است.